# من فرضیه نمی‌سازم

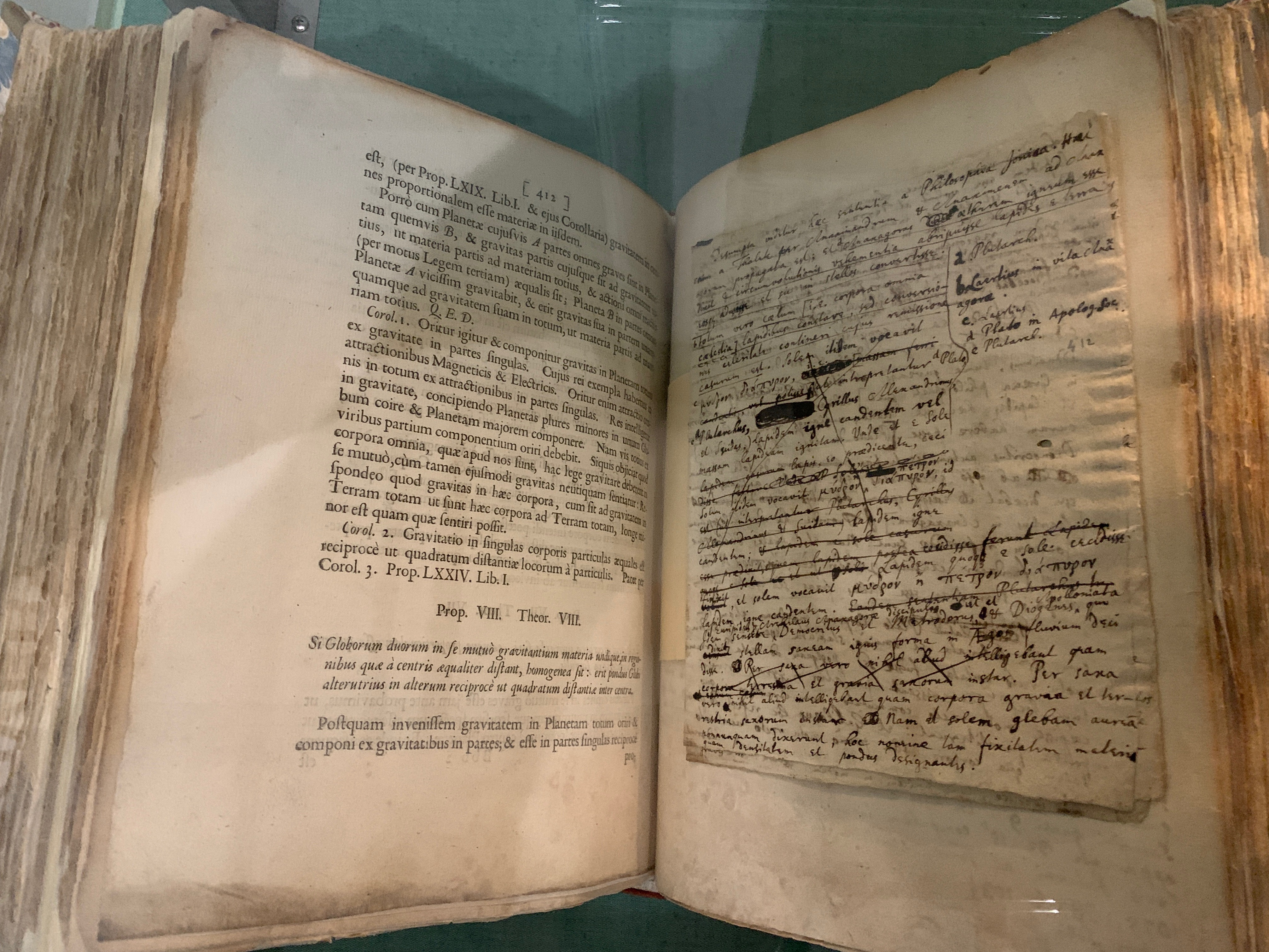
تصویری از کتاب داخل موزه

من فرضیه نمی‌سازم (به لاتین: Hypotheses non fingo)، گفتاوردی معروف از اسحاق نیوتن است که در مقالهٔ General Scholium آمد که به ویرایش دوم پرینکیپا افزوده شده بود.
برگردان فارسی پاراگرافی که این جمله در آن آمده چنین است:
من هنوز قادر به کشف دلایل این ویژگی‌های جاذبه نشده‌ام و من فرضیه نمی‌سازم. هرچه که از پدیده نتیجه‌گیری نشود را باید فرضیه نام نهاد؛ و فرضیه، چه متافیزیکی باشد چه فیزیکی، چه بر پایهٔ علم غیب چه مکانیکی، هیچ جایی در فلسفهٔ‌تجربی ندارد. در این فلسفه، قضیه‌های ویژه از پدیده استنباط می‌شوند و سپس بطور کلی توسط استقراء ارائه داده می‌شوند.
منظور نیوتن از این جمله این بود که با تفکر نظری مخالف است، دامنهٔ تحقیق را محدود می‌کند و پدیده را جدا از بسترش مطالعه می‌کند. این مرام نیوتنی، بهترین پایه برای علمی بود که نمی‌خواست ترتیبات اجتماعی موجود را به هم بزند.